# Kevin Reilly
Kevin Reilly (Nova Iorque, 1962) é um executivo de mídia estadunidense que atuou como diretor de conteúdo da HBO Max e presidente da TNT, TBS e truTV. Além de sua posição na WarnerMedia, Reilly também ocupou cargos executivos na FX, NBC e Fox, aprovando programas de sucesso como The Sopranos, Empire, The Office, 30 Rock, Friday Night Lights, The Shield, ER, Law & Order, Glee, entre outros.

## Prêmios e indicações
Em 2016, ele foi incluído no Hall da Fama da Broadcasting & Cable. Em 2018, Reilly foi premiado pela Associação Nacional de Executivos de Programas de Televisão (NATPE).